# Аманда Лінд
Аманда Софія Маргарета Лінд (швед. Amanda Sofia Margareta Lind, до шлюбу Юганссон (Johansson); нар. 2 серпня 1980, Уппсала) — шведська політична діячка, екологиня, есперантистка. Міністерка культури і демократії з 2019 року, міністерка у справах спорту в другому уряді Стефана Левена.

## Життєпис
Народилася 2 серпня 1980 року в Уппсала, виросла в Лулео, куди сім'я переїхала, коли їй було 3 роки. Батько Ерік Гуґо Юганссон став вікарієм округу Сорселе, а мати Єва Юганссон була фармацевткою.
Закінчила університет Умео за фахом «психологія» (2009). Протягом 2009—2011 рр. працювала дитячою психологинею в Раді лену Вестерноррланд.
Одружена, має двох дітей.

### Політична діяльність
З 1999 року — членкиня Партії зелених, депутатка міської ради Умео (2002—2004). В 2010 стала представницею «зелених» у Гернесанді, у 2012 році представляла Вестерноррланд.
Депутатка і перша заступниця голови ради муніципалітету Гернесанду (2014—2018). В 2016 стала секретаркою Партії зелених.
У січні 2019 року призначена міністеркою культури і демократії. Також відповідає за спортивні питання і медіа.